# Roberto Sacasa y Sarria
Roberto Sacasa y Sarria (El Viejo, Chinandega, Nicaragua, 27 de febrero de 1840 - Managua, Nicaragua, 2 de julio de 1896) fue un médico y político conservador nicaragüense que gobernó como Presidente de Nicaragua en dos ocasiones. La primera vez, entre el 5 de agosto de 1889 y el 1 de enero de 1891 como el noveno presidente del llamado período de "Los Treinta Años Conservadores" cuando fue investido para concluir el mandato constitucional de Evaristo Carazo, fallecido en el ejercicio del cargo. La segunda vez, entre el 1 de marzo de 1891 y el 1 de junio de 1893, como el undécimo y último presidente del llamado período de "Los Treinta Años Conservadores".

## Reseña biográfica
Nació el 27 de febrero de 1840 en la villa de El Viejo, departamento de Chinandega, hijo de Juan  Bautista Sacasa Méndez y Casimira Sarria Montealegre. 
Falleció en la ciudad de Managua el 2 de julio de 1896.
En el siglo XX, su hijo, Juan Bautista Sacasa ocupó la Presidencia de la República en dos ocasiones, pero por el partido liberal.

## Apego al poder
El presidente Sacasa Sarria, contra La Constitución vigente y la tradición establecida por sus predecesores, impuso su voluntad de reelegirse para un nuevo período presidencial, alegando dar cumplimiento a la norma constitucional que impedía sucederse a sí mismo, renunció al cargo, poco antes de realizarse las elecciones, y depositó la presidencia en el general y senador por Jinotega Ignacio Chavéz López a la sazón Presidente del Senado, a quien La Constitución vigente señalaba para suceder al cargo de Presidente de la República en caso de quedar vacante.
Su actitud de apego al poder, generó el descontento entre los conservadores granadinos e incitó la rebelión de los liberales, quienes con José Santos Zelaya y otros iniciaron la Revolución Liberal de 1893.
| Predecesor: David Nicolás Osorno | Presidente de Nicaragua 5 de agosto de 1889 - 1 de enero de 1891 | Sucesor: Ignacio Chávez López                |
| Predecesor: Ignacio Chávez López | Presidente de Nicaragua 1 de marzo de 1891 - 1 de junio de 1893  | Sucesor: Eduardo Montiel Cerda En disidencia |